# André Heim
André Heim (* 26. April 1998 in Interlaken) ist ein Schweizer Eishockeyspieler, der seit Oktober 2023 erneut beim HC Ambrì-Piotta aus der Schweizer National League unter Vertrag steht und dort auf der Position des Centers spielt. Mit dem SC Bern gewann Heim im Jahr 2019 die Schweizer Meisterschaft.

## Karriere
Der aus Wilderswil stammende Heim begann im Nachwuchs des SC Unterseen-Interlaken mit dem Eishockey. Im Sommer 2011 wechselte er in die Nachwuchsbewegung des SC Bern. Ab der Saison 2016/17 kamen mittels einer B-Lizenz Einsätze für den EHC Visp in der National League B (NLB) hinzu. Im Herbst 2017 gab er seinen Einstand für den SCB in der National League, am 22. September 2017 erzielte der Mittelstürmer gegen den Lausanne HC seinen ersten NL-Treffer. Bis 2021 absolvierte er 198 NL-Einsätze für den SC Bern, in denen er 56 Scorerpunkte erzielte. Zudem gewann er im Frühjahr 2019 mit dem SCB die Schweizer Meisterschaft.
Nach der Saison 2020/21, in deren Verlauf die Berner den Schweizer Cup gewannen, wechselte Heim gemeinsam mit Inti Pestoni und Yanik Burren zum HC Ambrì-Piotta. Dort verbrachte er zwei Spielzeiten, ehe er im Mai 2023 einen vorerst auf ein Jahr beschränkten Einstiegsvertrag bei den St. Louis Blues aus der National Hockey League (NHL) unterzeichnete. In einem NHL Entry Draft war der Angreifer zuvor nicht ausgewählt worden. Er bestritt jedoch kein einziges Spiel für die Blues und kehrte im Oktober desselben Jahres zum HCAP zurück. Mit dem Klub gewann er zum Jahresende 2022 die 94. Auflage des traditionsreichen Spengler Cups.

### International
Heim bestritt in den Altersklassen U16, U17, U18, U19 und U20 Länderspiele für die Schweiz. Dabei nahm er Ivan Hlinka Memorial Tournament 2015 sowie der U18-Junioren-Weltmeisterschaft 2016 und U20-Junioren-Weltmeisterschaft 2018 teil. Im Verlauf der Saison 2018/19 feierte der Stürmer sein Debüt in der Schweizer A-Nationalmannschaft.

## Erfolge und Auszeichnungen
| - 2014 Schweizer U17-Juniorenmeister mit dem SC Bern - 2015 Schweizer U17-Juniorenmeister mit dem SC Bern - 2016 Schweizer U20-Juniorenmeister mit dem SC Bern | - 2019 Schweizer Meister mit dem SC Bern - 2021 Schweizer Cupsieger mit dem SC Bern - 2022 Spengler-Cup-Gewinn mit dem HC Ambrì-Piotta |

## Karrierestatistik
Stand: Ende der Saison 2024/25

### International
Vertrat die Schweiz bei:
- Ivan Hlinka Memorial Tournament 2015
- U18-Junioren-Weltmeisterschaft 2016
- U20-Junioren-Weltmeisterschaft 2018

(Legende zur Spielerstatistik: Sp oder GP = absolvierte Spiele; T oder G = erzielte Tore; V oder A = erzielte Assists; Pkt oder Pts = erzielte Scorerpunkte; SM oder PIM = erhaltene Strafminuten; +/− = Plus/Minus-Bilanz; PP = erzielte Überzahltore; SH = erzielte Unterzahltore; GW = erzielte Siegtore; 1 Play-downs/Relegation; Kursiv: Statistik nicht vollständig)